# مانويل لوبيز رودريغوس
مانويل لوبيز رودريغوس (بالبرتغالية: Manuel Lopes Rodrigues‏) هو رسام برازيلي، ولد في 31 ديسمبر 1860 في سالفادور في البرازيل، وتوفي بنفس المكان في 22 أكتوبر 1917.

## معرض صور

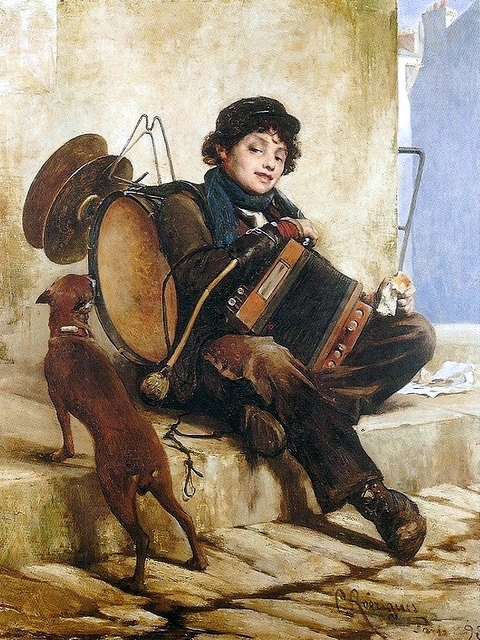
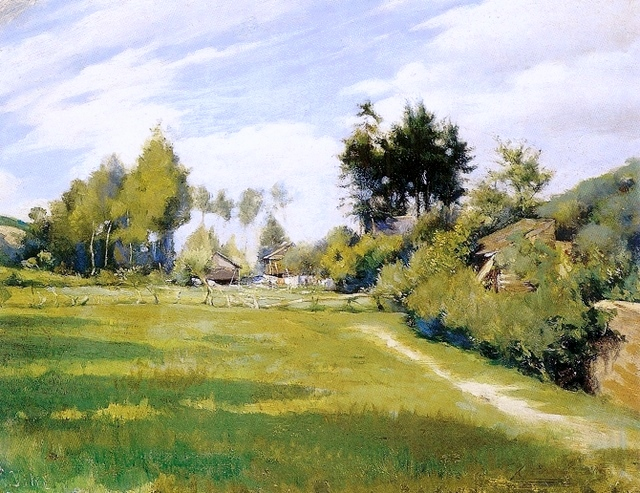
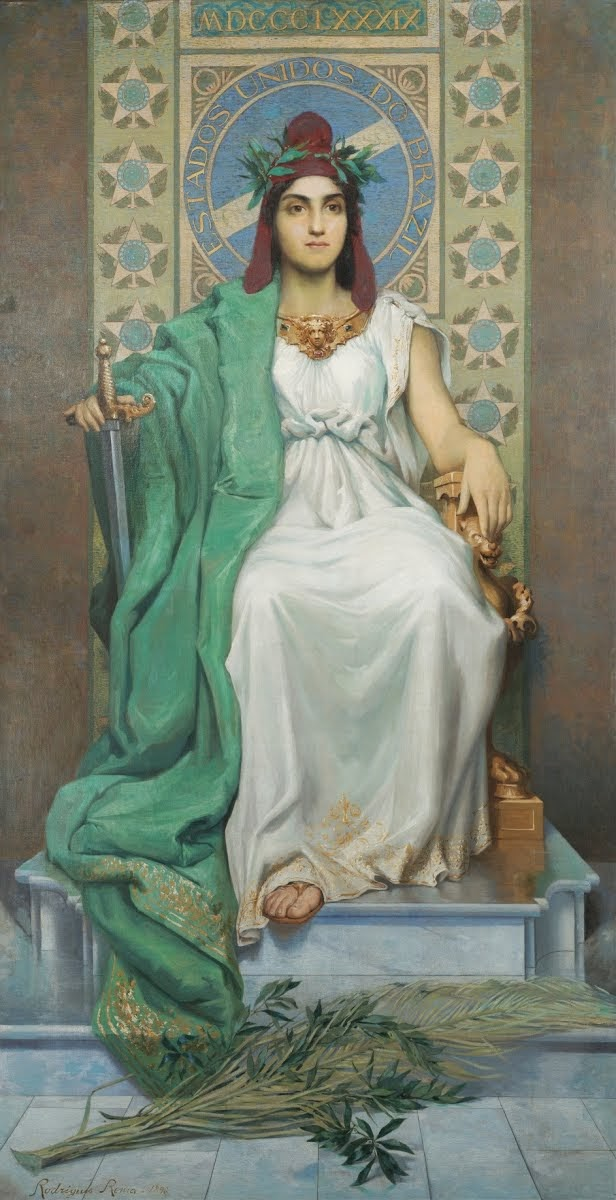